# Jaderná elektrárna Lasalle
Jaderná elektrárna Lasalle (anglicky LaSalle County Nuclear Generating Station) je provozní jadernou elektrárnou ve Spojených státech. Leží poblíž města Marseilles, 11 kilometrů jihovýchodně od Ottawy v LaSalle County ve státě Illionois. Elektrárna je vlastněna a provozována společností Constellation Energy po odtržení od Exelonu v roce 2022. Ke chlazení elektrárny slouží uměle vybudovaná vodní nádrž o rozloze 833 hektarů, jež má uzavřený vodní okruh. Elektřina produkovaná elektrárnou dostačuje pro zásobování 2,3 milionů domácností.

## Historie a technické informace

### Reaktory
Elektrárna provozuje celkem dva jaderné reaktory. Výstavba obou započala dne 10. září 1973. Jedná se o varné reaktory typu BWR-5 od společnosti General Electric. Jejich hrubý výkon je 1207 MW a čistý výkon po odečtení vlastních potřeb činí 1137 a 1140 MW. Do sítě byly bloky připojeny ve dnech 4. září 1982 a 20. dubna 1984. Do komerčního provozu byly uvedeny 1. ledna 1984 a 19. října 1984. Celkový výkon elektrárny je 2414 MW.
Reaktory mají od NRC udělené provozní licence do 17. dubna 2042 a 16. prosince 2043.
Dne 20. února 2006 byla v elektrárně 28 minut po půlnoci vyhlášena pohotovost. Jednalo se o první podobnou vyhlášenou pohotovost v americké jaderné elektrárně od roku 1991. Pracovníci odstavovali blok 1 kvůli výměně paliva, když náhle selhal řídicí systém turbíny a blok se sám odstavil. Reaktor v té době pracoval na 6% výkonu. Systémy indikovaly, že tři ze 185 regulačních tyčí použitých k odstavení reaktoru nebyly zcela zasunuty, což vyvolalo vyhlášení nouzového stavu. Po resetu systému již indikoval, že pouze jedna regulační tyč nebyla zcela zasunuta, namísto tří. Mimořádná událost skončila ve 4:27 bez poškození nebo úniku radioaktivity. Následně bylo zjištěno, že i druhé hlášení bylo chybné, jelikož zasunuty byly všechny tyče. Jednalo se o chybu na straně vadného senzoru, který špatně vypočítal polohu regulační tyče. I to však nemění nic na tom, že i kdyby zůstaly tři regulační tyče zcela vytaženy, reaktor by zůstal adekvátně odstaven.

### Okolní obyvatelstvo
NRC definuje dvě zóny havarijního plánování kolem jaderných elektráren. První o poloměru 16 kilometrů, která se týká především vystavení radioaktivní kontaminace vzduchu a poté druhou o poloměru 80 kilometrů, jež se zabývá kontaminací potravin a vody.
Podle studie NRC zveřejněné v srpnu 2010 byl odhad každoročního rizika zemětřesení dostatečně silného na to, aby způsobilo poškození aktivní zóny reaktoru 1 ku 357 143.

## Informace o reaktorech
| Reaktor   | Typ reaktoru  | Výkon   | Výkon   | Zahájení výstavby | Připojení k síti | Uvedení do provozu | Uzavření |
| Reaktor   | Typ reaktoru  | Čistý   | Hrubý   | Zahájení výstavby | Připojení k síti | Uvedení do provozu | Uzavření |
| --------- | ------------- | ------- | ------- | ----------------- | ---------------- | ------------------ | -------- |
| Lasalle-1 | BWR-5 251-764 | 1137 MW | 1207 MW | 10. 9. 1973       | 4. 9. 1982       | 1. 1. 1984         |          |
| Lasalle-2 | BWR-5 251-764 | 1140 MW | 1207 MW | 10. 9. 1973       | 20. 4. 1984      | 19. 10. 1984       |          |